# Colin Allred
Colin Zachary Allred (Dallas, 15 aprile 1983) è un politico ed ex giocatore di football americano statunitense, membro della Camera dei Rappresentanti per lo stato del Texas dal 2019 al 2025.

## Biografia
Allievo della Baylor University, Allred giocò a football nella squadra dei Baylor Bears come linebacker. Dopo il Draft NFL 2006, firmò un contratto da free agent per i Tennessee Titans, per i quali giocò nei successivi quattro anni.
Dopo il suo ritiro tornò a studiare giurisprudenza all'Università della California - Berkeley e divenne avvocato, per poi lavorare presso il Dipartimento della casa e dello sviluppo urbano sotto l'amministrazione Obama.
Entrato in politica con il Partito Democratico, nel 2018 si candidò alla Camera dei Rappresentanti sfidando il deputato repubblicano in carica da ventidue anni Pete Sessions. La competizione fu molto serrata e alla fine Allred prevalse con il 52% dei voti.
Nel 2024 si candida al Senato degli Stati Uniti per lo stato del Texas contro il senatore uscente Ted Cruz.
Colin Allred si configura come democratico moderato.